# Keo chụp bản
Keo chụp bản hay còn gọi là keo cảm quang là một loại hóa chất dạng chất lỏng sệt dùng trong tạo bản in ngành in lụa. Keo thường được cấu tạo gồm nhũ tương và chất bắt sáng.
Nhũ tương là một loại dung môi đặc biệt sẽ hòa tan chất bắt sáng và sẽ đóng cứng khi chất bắt sáng xúc tác. Còn chất bắt sáng là một số hợp chất hóa học như Diazo, Mocromat, Chrome là chất có tác dụng xúc tác khi gặp ánh sáng.
Thường thì keo chụp bản để riêng nhũ tương và bắt sáng đến trước khi dùng mới pha chung vào nhau loại này thường được gọi keo hai thành phần, song cũng có một số loại keo chụp bản pha sẵn hai thành phần này vào với nhau và người dùng chỉ việc lên keo, loại keo này được gọi là keo một thành phần.